# مهران‌آباد
مهران‌آباد ، روستایی از توابع بخش مرکزی شهرستان اسلامشهر در استان تهران است.

## جمعیت
این روستا در دهستان ده عباس قرار دارد و براساس سرشماری مرکز آمار ایران در سال ۱۳۸۵، جمعیت آن ۲۴۵ نفر (۶۴خانوار) بوده‌است.